# Metaingolfiella mirabilis
Metaingolfiella mirabilis is een vlokreeftensoort uit de familie van de Metaingolfiellidae. De wetenschappelijke naam van de soort is voor het eerst geldig gepubliceerd in 1969 door Ruffo.